# 金斯伯里縣 (南達科他州)
金斯伯里縣（英語：Kingsbury County）是美國南達科他州東部的一個縣。面積2,237平方公里。根据美國2000年人口普查，共有人口5,815人。縣治迪斯梅特（De Smet）。
成立於1873年1月8日，縣政府成立於1880年2月18日。縣名紀念兩位達科他準州議員：喬治·華盛頓·金斯伯里和T·A·金斯伯里。